# وحشت در آمیتی‌ویل (فیلم ۲۰۰۵)
وحشت در آمیتی‌ویل (به انگلیسی: The Amityville Horror) یک فیلم ترسناک فراطبیعی آمریکایی محصول سال ۲۰۰۵ به کارگردانی اندرو داگلاس است. فیلم‌نامه این فیلم توسط اسکات کوسار به رشته تحریر درآمده است و به عنوان نسخه بازسازی شده فیلمی به همین نام در سال ۱۹۷۹ به‌شمار می‌رود که خود آن فیلم نیز بر اساس رمان وحشت در آمیتی‌ویل نوشتهٔ جی آنسون ساخته شده است.
این فیلم در ۱۵ آوریل ۲۰۰۵ توسط مترو گلدوین میر و دایمنشن فیلمز در ایالات متحده منتشر شد. نقدهای منفی دریافت کرد و بسیاری آن را برگرفته از فیلم اصلی می‌دانستند اما می‌گویند چیز جدیدی ارائه نمی‌دهد. این فیلم در گیشه موفق ظاهر شد و با بودجهٔ ۱۹ میلیون دلاری ۱۰۸ میلیون دلار در سراسر جهان فروش داشت.

## بازخوردها
در وب سایت جمع‌آوری نقد راتن تومیتوز، بر اساس ۱۶۳ بررسی، با میانگین امتیاز ۴٫۱ از ۱۰ است. در متاکریتیک بر اساس ۳۱ منتقد، امتیاز ۳۳ از ۱۰۰ را گزارش می‌کند که نشان‌دهنده «بررسی‌های عموماً نامطلوب» است.